# العقبة (المخادر)

تعديل مصدري - تعديل

العقبة محلة تابعة لقرية شرق، التابعة لعزلة الشرف بمديرية المخادر إحدى مديريات محافظة إب في الجمهورية اليمنية، بلغ تعداد سكانها 45 حسب تعداد اليمن لعام 2004.